# باغ‌سفارت روسیه در تهران
باغ‌سفارت روسیه یا عمارت ییلاقی سفارت روسیه، عمارتی است که در محلهٔ تاریخی زرگنده (الهیه کنونی) و در ناحیهٔ جنوبی پل رومی تهران قرار دارد.

## تاریخچه
این باغ که هسته مرکزی روستای قدیمی زرگنده بود، از سال ۱۳۶۰ خورشیدی و پس از ساخت بزرگراه صدر و تقسیم‌بندی جدید محلات این منطقه، در داخل محله الهیه قرار گرفت و امروزه بخش جنوبی این محله را تشکیل می‌دهد. قریه زرگنده که از موقوفات آستان شاه عبدالعظیم در شهر ری بود، ابتدا با فرمان فتحعلی‌شاه در سال ۱۲۲۹ قمری به میرزاسیدعلی، متولی‌باشی آن آستانه، واگذار شد و روس‌ها باغ ییلاقی سفارت خود را — که اقامتگاه تابستانی وزیرمختار روسیه بود — از او اجاره می‌کردند. تا اینکه محمدشاه قاجار در سال ۱۲۶۰ قمری با حکمی قریه زرگنده را به وزیرمختار روسیه واگذار نمود: «محل ییلاق جناب جلالت‌ماب وزیرمختار روس بود … واگذار به وزیرمختار روس فرمودیم…» و شاه در مقابل، مالیات قریه رامین شهریار را به متولی باشی آستان حضرت عبدالعظیم اختصاص داد. مامونتف، یکی از اتباع روسیه که در دوران استبداد صغیر به ایران آمده بود، دربارهٔ باغ ییلاقی سفارت روسیه اینگونه اظهار نظر کرده است:

ورودی باغ سفارت روسیه در زرگنده الهیه، سال ۱۳۴۵ شمسی

عمارت ییلاقی سفارت خیلی خوب است. وفور آب جاری و حوض تمیز مقابل قصر و حجاری قشنگ و اثاثیه عالی عمارتی که وزیرمختار ما دارد و خانه‌های کوچک مناسبی که برای اعضا در باغ سایه‌دار سفارت ساخته شده و کلیسای کوچک سنگی خیلی قشنگ و زمین وسیع تنیس که محل ملاقات دلچسب همه اروپاییان است، زرگنده را یکی از بهترین نقاط تهران کرده‌اند.

### پناهندگان

#### حاج میرزا آقاسی
با وفات محمدشاه، جان حاج میرزا آقاسی، وزیر اعظم او، در خطر بود — سفارت روسیه که روابط نزدیکی با وی داشت، تلاش کرد تا به او یاری رساند. به نوشته ناسخ‌التواریخ: «حاجی میرزاآقاسی را در این وقت مجال اقامت، محال افتاد و با معدودی از ملازمان خود برنشست و از دروازه ارگ بیرون شد … و از قضا وزیرمختار [روسیه] از قریه زرگنده به نزدیک او سرعت می‌کرد تا در سرای او به اعانت او اقامت کند. [اما] وقتی به کنار شهر رسید که حاجی میرزاآقاسی یک تیر پرتاب طریق فرار سپرده بود …».
به این ترتیب، قریه زرگنده برای مدتی طولانی تحت حاکمیت سفارت روسیه در ایران قرار گرفت و به همین دلیل، در آغاز دوران سلطنت مظفرالدین‌شاه — که با ناآرامی‌های سیاسی همراه بود — باغ‌های زرگنده آن زمان و الهیه امروزی، مورد توجه دولتمردان و رجال سیاسی کشور قرار گرفت تا بتوانند تحت حمایت حاکمیت روسیه با آرامش خاطر سکونت کنند. به حدی که حتی محمدعلی‌شاه قاجار در پایان دوران سلطنت خود به سفارت روسیه پناه برد و از حکومت ایران کنار گذاشته شد.

#### حاج سیدابوالقاسم
پس از دوران استبداد صغیر و پیروزی مشروطه‌خواهان، حاج سیدابوالقاسم، امام جمعه تهران و داماد مظفرالدین شاه، از سمت خود برکنار شد و به دلیل ترس شدید از اعدام شیخ فضل‌الله نوری، با شتاب فراوان خود را از قلعه امامه به سفارت روسیه در زرگنده رساند. با توجه به اینکه امپراتور روسیه وی را به تبعیت خود پذیرفته و در حمایت خود قرار داده بود، در سفارت روسیه متحصن شد و پس از چندی، با تضمینی که از دولت به واسطه سفارت دریافت کرد، راهی اروپا گردید.

#### محمدعلی‌شاه و احمدشاه
در تاریخ ۲۲ تیر ۱۲۸۸ شمسی (۲۴ جمادی‌الثانی ۱۳۲۷ قمری / ۱۳ ژوئیه ۱۹۰۹ میلادی)، با فتح تهران بدست مشروطه‌خواهان، محمدعلی‌شاه به باغ‌سفارت روسیه در منطقه زرگنده وارد شد و رسماً از روس‌ها درخواست پناهندگی سیاسی کرد. محمدعلی‌شاه به همراه اعضای خانواده من جمله احمدمیرزای ولیعهد و رجال و شخصیت‌های دولتی حامی رژیم استبدادی و همچنین ۵۰۰ قزاق مسلح، وارد سفارت روسیه شد و در آنجا پناهنده و متحصن گردید. او دو روز بعد توسط «مجلس عالی» از سلطنت خلع شد و ولیعهد ۱۲ ساله او برای سلطنت انتخاب شد، با انتقال احمد میرزا از باغ‌سفارت روسیه در زرگنده به کاخ سلطنتی، دوران پادشاهی او آغاز شد. دیری نپایید که محمدعلی شاه نیز زرگنده را ترک کرد و راهی بندر انزلی شد تا از آنجا ایران را به مقصد روسیه و سپس اروپا ترک کند.